# Stenocercus boettgeri
Stenocercus boettgeri este o specie de șopârle din genul Stenocercus, familia Tropiduridae, descrisă de Boulenger 1911. Conform Catalogue of Life specia Stenocercus boettgeri nu are subspecii cunoscute.